# Nick Schulman
Nicholas „Nick“ Schulman (* 18. September 1984 in New York City, New York) ist ein professioneller US-amerikanischer Pokerspieler und -kommentator.
Schulman hat sich mit Poker bei Live-Turnieren mehr als 17 Millionen US-Dollar erspielt. Er ist vierfacher Braceletgewinner der World Series of Poker, zweifacher Titelträger der World Poker Tour und wurde 2017 mit einem American Poker Award sowie 2019 mit einem Global Poker Award ausgezeichnet.

## Persönliches
Schulman wuchs im New Yorker Stadtteil Manhattan auf. Er war bis zu seinem Wechsel auf die High School ein guter Schüler; dort litt er unter Angstattacken. Mit 15 Jahren entdeckte er die Bars in Manhattan und begann, Billard zu spielen, anstatt die Schule zu besuchen. Nach einem Streit mit seinen Eltern zog Schulman mit 16 Jahren zu einem befreundeten Billardspieler. Heute lebt er wieder in Manhattan.

## Pokerkarriere

### Werdegang
Seine erste Geldplatzierung bei einem Live-Turnier erzielte Schulman im November 2005 in Mashantucket. Dort gewann er das Main Event der World Poker Tour (WPT) und erhielt eine Siegprämie von mehr als 2 Millionen US-Dollar. Im Juli 2006 war er erstmals bei der World Series of Poker (WSOP) im Rio All-Suite Hotel and Casino am Las Vegas Strip erfolgreich und platzierte sich bei zwei Turnieren der Variante No Limit Hold’em in den Geldrängen. Mitte November 2007 saß Schulman erneut am Finaltisch des WPT-Main-Events in Mashantucket und belegte den zweiten Platz für mehr als 850.000 US-Dollar Preisgeld. Im Juni 2009 gewann er im Rahmen der WSOP ein Turnier in No Limit Deuce to Seven Draw, was ihm rund 280.000 US-Dollar sowie sein erstes Bracelet einbrachte. Im April 2010 platzierte sich der Amerikaner in Sanremo und Monte-Carlo zweimal in Folge in den Geldrängen beim Main Event der European Poker Tour. Anfang Januar 2011 wurde er beim Super High Roller des PokerStars Caribbean Adventures (PCA) auf den Bahamas Vierter für 400.000 US-Dollar. Bei der WSOP 2012 gewann er bei einem Event in No Limit 2-7 Draw Lowball sein zweites Bracelet sowie erneut knapp 300.000 US-Dollar Siegprämie. Anfang Januar 2013 wurde Schulman beim PCA Super High Roller Dritter für knapp 750.000 US-Dollar. Bei der WSOP 2013 belegte er beim teuersten Event auf dem Turnierplan, dem High Roller for One Drop mit einem Buy-in von 111.111 US-Dollar, den achten Platz für knapp 500.000 US-Dollar. Mitte Juli 2016 schloss er ein Turnier im Hotel Bellagio am Las Vegas Strip als Zweiter ab und erhielt ein Preisgeld von über 550.000 US-Dollar. Im August 2017 gewann der Amerikaner das Super High Roller im Rahmen der Seminole Hard Rock Poker Open in Hollywood für 440.000 US-Dollar. Mitte September 2017 siegte er auch beim Auftaktturnier der Poker Masters im Aria Resort & Casino am Las Vegas Strip mit einer Siegprämie von 918.000 US-Dollar. Im Februar 2019 setzte sich Schulman beim achten Event der US Poker Open durch und sicherte sich den Hauptpreis von 270.000 US-Dollar. Bei der WSOP 2019 gewann er die Pot Limit Omaha Hi-Lo 8 or Better Championship und erhielt sein drittes Bracelet sowie den Hauptpreis von mehr als 460.000 US-Dollar. Anschließend belegte er beim 100.000 US-Dollar teuren High-Roller-Event der Serie den dritten Platz und erhielt ein Preisgeld von mehr als 1,2 Millionen US-Dollar. Beim PokerGO Cup im Aria Resort & Casino erzielte der Amerikaner Anfang Februar 2022 vier Geldplatzierungen und sicherte sich Preisgelder von knapp 500.000 US-Dollar. Bei der mittlerweile im Horseshoe Las Vegas und Paris Las Vegas ausgespielten WSOP 2023 entschied er ein Turnier in Seven Card Stud für sich und erhielt sein viertes Bracelet und mehr als 110.000 US-Dollar. Ende September 2023 gewann Schulman das siebte Event der Poker Masters mit einer Siegprämie von 374.000 US-Dollar. Auch bei den eine Woche später ausgespielten PGT Mixed Games II entschied er mit dem fünften Turnier in Triple Stud Mix ein Event für sich und erhielt den Hauptpreis von 144.000 US-Dollar.
Als Kommentator arbeitete er u. a. beim Super High Roller Bowl 2016 und 2017. Ende Februar 2018 wurde Schulman bei den American Poker Awards in Los Angeles als Broadcaster of the Year 2017 ausgezeichnet. Dieselbe Auszeichnung erhielt er im März 2020 bei den Global Poker Awards für das Jahr 2019.

### Preisgeldübersicht
| Jahr   | Preisgeld (in $) | Turniersiege |
| ------ | ---------------- | ------------ |
| 2005   | 2.241.995        | 1            |
| 2006   | 62.886           | 1            |
| 2007   | 1.048.472        | 0            |
| 2008   | 98.085           | 0            |
| 2009   | 431.476          | 1            |
| 2010   | 352.161          | 1            |
| 2011   | 615.425          | 0            |
| 2012   | 631.758          | 1            |
| 2013   | 1.643.076        | 1            |
| 2014   | 447.773          | 0            |
| 2015   | 286.506          | 0            |
| 2016   | 802.855          | 0            |
| 2017   | 1.564.602        | 2            |
| 2018   | 625.078          | 1            |
| 2019   | 2.267.632        | 2            |
| 2020   | 0                | 0            |
| 2021   | 502.850          | 0            |
| 2022   | 1.430.065        | 1            |
| 2023   | 1.974.410        | 3            |
| gesamt | 17.027.105       | 15           |

### Braceletübersicht

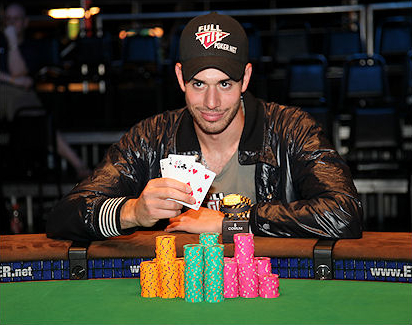
Schulman nach dem Gewinn eines Bracelets bei der WSOP 2009

Schulman kam bei der WSOP 84-mal ins Geld und gewann vier Bracelets:
| Jahr | Buy-in (in $) | Turnier                                | Teilnehmer | Preisgeld (in $) |
| ---- | ------------- | -------------------------------------- | ---------- | ---------------- |
| 2009 | 10.000        | World Championship NL 2-7 Draw Lowball | 096        | 279.742          |
| 2012 | 10.000        | 2-7 Draw Lowball (No-Limit)            | 101        | 294.321          |
| 2019 | 10.000        | Pot-Limit Omaha Hi-Lo 8 or Better      | 193        | 463.670          |
| 2023 | 01.500        | Seven Card Stud                        | 360        | 110.800          |